# Зуррик
Зуррик (мальт. Żurrieq; или Из-Зуррик, мальт. Iż-Żurrieq) — один из старейших городов Мальты. По состоянию на ноябрь 2005 года в городе проживало немногим менее 10 тыс. человек. Находится на юго-востоке острова Мальта.
К достопримечательностям Зуррика относятся:
- Голубой Грот (Иль-Хнейя, Il-Ħnejja)
- ветряная мельница Шаролла
- недавно раскопанные катакомбы вблизи ветряной мельницы, рядом с деревней Сафи

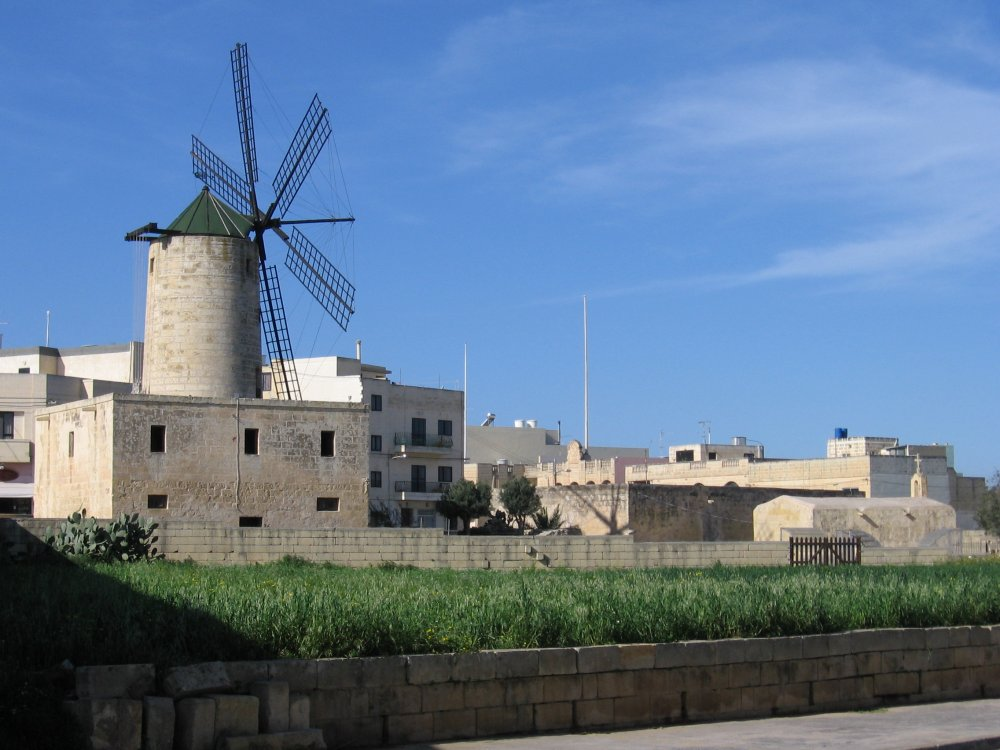
Ветряная мельница Шаролла в Зуррике
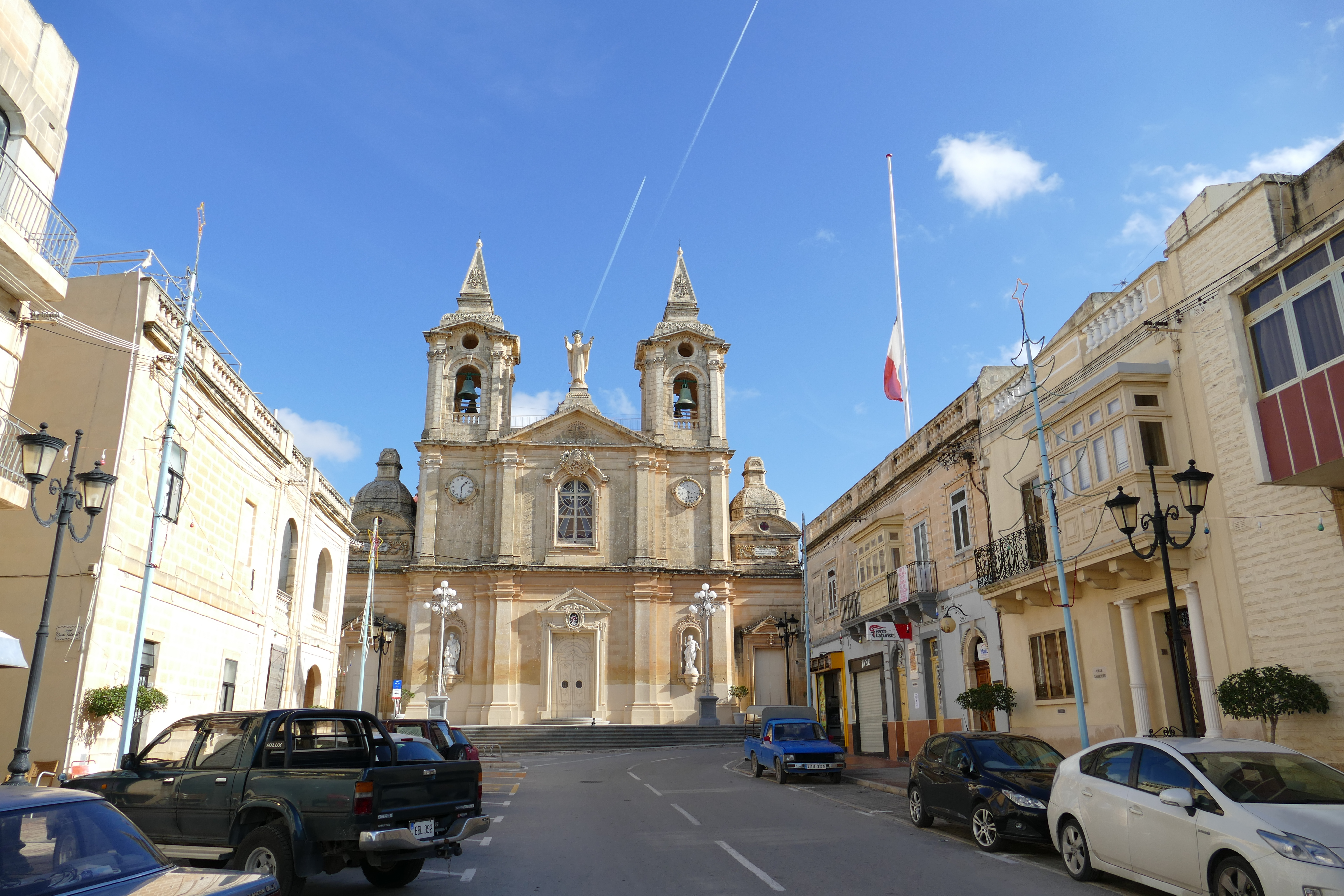
Собор Св. Катерины
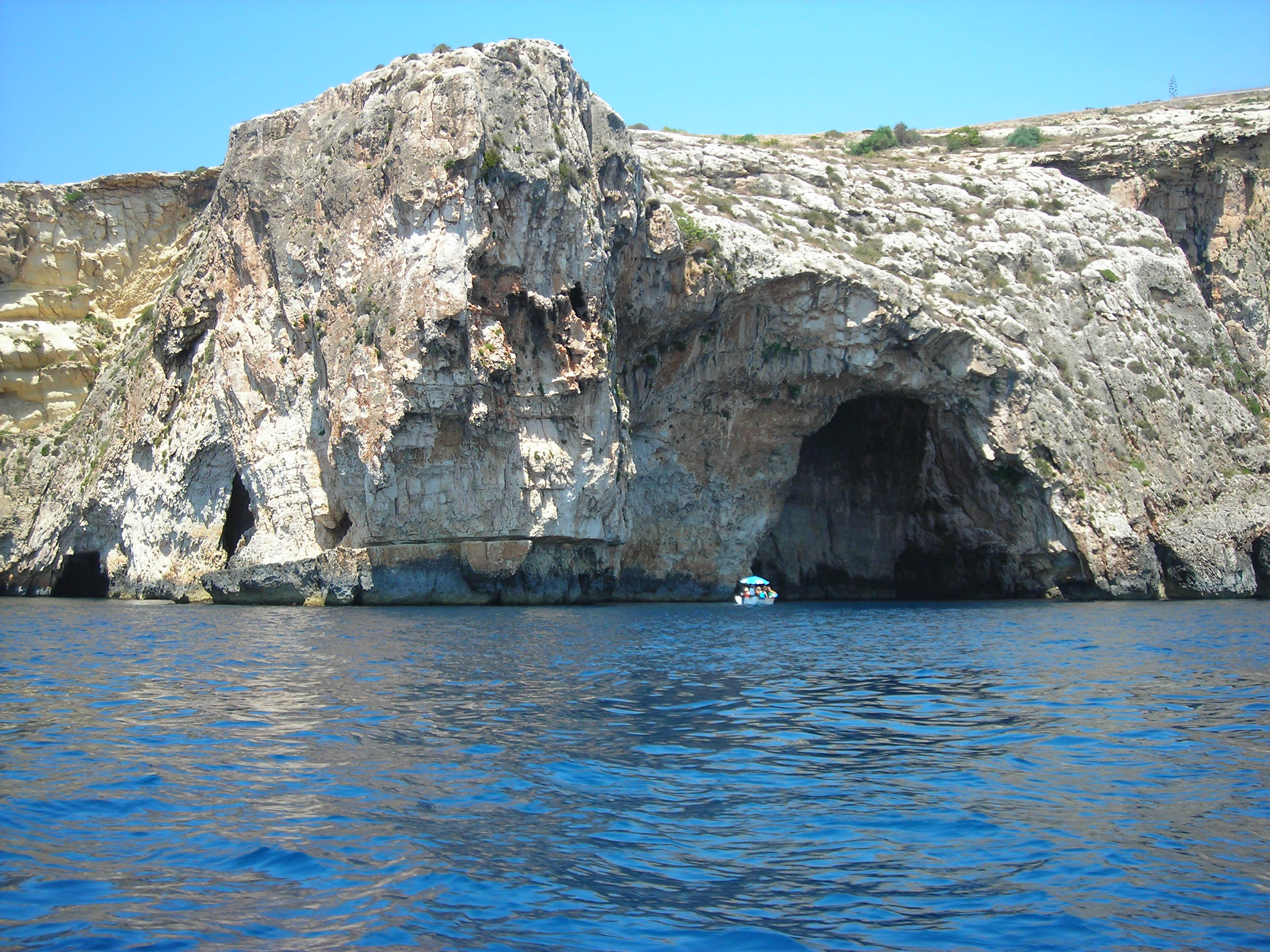
Голубой грот

Праздник католической покровительницы города, Екатерины Александрийской — важнейший праздник города и один из самых красивых праздников на Мальте. Во время праздника устраивают фейерверк, а в городе выставляют украшенную статую святой. Второй по важности праздник города — 16 июля, праздник Богоматери Марии Кармельской.